# Liste der Monuments historiques in Rully (Oise)
Die Liste der Monuments historiques in Rully (Oise) führt die Monuments historiques in der französischen Gemeinde Rully auf.

## Liste der Bauwerke
| Bezeichnung                                    | Beschreibung              | Standort                 | Kennzeichnung | Schutzstatus | Datum | Bild           |
| ---------------------------------------------- | ------------------------- | ------------------------ | ------------- | ------------ | ----- | -------------- |
| Kirche St-Georges                              | Erbaut im 12. Jahrhundert | in Bray (Lage)           | PA00114848    | Inscrit      | 1951  | weitere Bilder |
| Kirche Notre-Dame-Saint-Rieul                  | Erbaut im 12. Jahrhundert | Place de l’Église (Lage) | PA00114847    | Classé       | 1962  | weitere Bilder |
| Ehemaliges Priorat Saint-Victor mit Taubenturm |                           | in Bray (Lage)           | PA00114849    | Classé       | 1926  | weitere Bilder |

## Liste der Objekte
- Monuments historiques (Objekte) in Rully (Oise) in der Base Palissy des französischen Kultusministeriums